# Poimenski seznam armad
Poimenski seznam armad.

## A
- Alfova imperialna armada
- Anhujska armada
- Armada Ardenov
- Armada Cumberlanda
- Armada Britanske Salonike
- Armada Donave
- Armada Egipta (Francija)
- Armada Grisonsov
- Armada Helvetie
- Armada Italije (Francija)
- Armada Karelije
- Armada Karpatov
- Armada Krakova
- Armada Laponska
- Armada Ligurija
- Armada Łódź
- Armada Lublina
- Armada Modlina
- Armada Neaplja (Francija)
- Armada Norveška
- Armada notranjosti (Francija)
- Armada ožine
- Armada Potomaca
- Armada Poznána
- Armada Rena (Francija)
- Armada Sambre-et-Meusa
- Armada severa (Francija)
- Armada Sirije (Francija)
- Armada Varšave
- Armada Vzhodna Prusija
- Armada Poja

## B
- Britanska armada na Renu (BAOR)

## D
- Dardanelska armada
- Donavska armada (Ruski imperij)

## I
- Italijanska armada v Rusiji

## K
- Kitajska garnizijska armada
- Konfederacijska armada Severne Virginije

## L
- La Grande Armée

## M
- Malopoljska armada
- Mongolska garnizijska armada

## N
- Nemško-italijanska tankovska armada

## O
- Obalna armada (Kraljevina Jugoslavija)

## P
- Pekinška armada
- Pomorjska armada
- Pruska armada (Poljska)

## R
- Rezervna armada (Združeno kraljestvo)
- Ruska kavkaška armada (Ruski imperij)

## S
- Saloniška armada
- Samostojna gardna zračnoprevozna armada (ZSSR)
- Samostojna obalna armada (ZSSR)

## T
- Tankovska armada Afrika